# Carmen Amaya
Carmen Amaya Amaya (Barcelona, 2 de novembre de 1918. Begur, Baix Empordà, 19 de novembre de 1963) fou una ballarina de flamenc i actriu catalana.
Era nascuda al desaparegut barri del Somorrostro de Barcelona, de família gitana i filla de guitarrista flamenc. Va debutar en el flamenc amb només sis anys acompanyant el seu pare en locals públics de Barcelona. Va ballar des de molt jove amb reconegudes figures com Raquel Meller.
Treballà en diverses pel·lícules, entre les quals destaquen: La hija de Juan Simón (1934), María de la O (1935-36) de Francisco Elías i La Casa de Troya (1936) de Joan Vilà i Vilamala i Adolfo Aznar. Los amores de un torero de l'espanyol José Díaz Morales (1945), Los Tarantos (1963) de Francesc Rovira i Beleta. Treballà amb diferents directors com Nemesio A. Sobrevila, José Luis Sáenz de Heredia o Luis Buñuel.
Formà el Trio Amaya amb els seus pares i germans i triomfà com a ballarina a Lisboa i Buenos Aires. L'any 1951 es va casar amb el seu guitarrista, Juan Antonio Agüero. La creació Bolero de Ravel va ser un dels seus millors espectacles on destaquen les seves contorsions i la duresa d'expressió de rostre i de cos.

## Biografia
Tot i que és difícil assegurar amb exactitud quan va néixer Carmen Amaya, recents estudis d'investigació proposen 1918 com a any de naixement, gràcies al descobriment del document del Padró de Barcelona de 1930, on s'observa que Carmen Amaya tenia 12 anys. Filla d'un guitarrista de flamenc, José Amaya (El Chino), començà a ballar al mateix temps que a caminar a la barcelonina platja del Somorrostro (avui desapareguda). Sent una nena, cridà fortament l'atenció en actuar en un quadre flamenc a l'Exposició Internacional de Barcelona de l'any 1929, al que també hi actuava un altre nen prodigi, el que seria ballarí de fama mundial, Antonio, el ballarí.
Va ser descoberta pel crític Sebastià Gasch i es va fer famosa, primer a Barcelona i posteriorment arreu del món.
Raquel Meller la incorporà a la seva companyia per actuar a París, on també assolí un gran èxit. Tornà a Catalunya, i el 1936 realitzà el seu primer viatge a Amèrica, on va romandre durant onze anys aureolada per l'èxit més aclaparador que hagués tingut mai cap artista espanyol.
El 1942 va fer la seva presentació als Estats Units, en un quadre flamenc integrat pel seu pare i germans, dins de la revista de Broadway Ríe, ciudad, ríe, en la qual aconseguí els més càlids aplaudiments del públic i restà consagrada en aquell país. El 1944 marxà a Hollywood, on intervingué en diverses pel·lícules, en dues com a protagonista. Recorregué el país des de San Francisco a Nova York i fou rebuda a la Casa Blanca. Ballà i cantà davant del president Franklin Delano Roosevelt, i esdevingué l'estrella més popular d'aquell temps.
El 1947 tornà a Espanya per presentar un gran espectacle de ball i cant d'extremada qualitat, malgrat que s'hi notés una certa influència nord-americana. El 1948 inicià una altra gira pels països d'Hispanoamèrica i també assolí un èxit sensacional. Després recorregué Europa i el nord d'Àfrica. A Anglaterra fou aplaudida per Winston Churchill, a qui aconseguí entusiasmar. El 1955 fou rebuda novament als Estats Units de manera apoteòsica. El mateix president Harry S. Truman li envià una escorta de motocicletes i recorregué Nova York en triomf. La seva presentació al Carneggie Hall constituí un gran esdeveniment.
El 1958 tornà a Espanya amb un espectacle al qual s'hi conservava la rauxa i l'autenticitat dels seus balls gitanos, tot i que havia adoptat un to clarament nord-americà en els quadres d'espectacle, cosa que produí certes reticències de la crítica. Com ja s'ha dit anteriorment, va intervenir en alguns films com a protagonista, malgrat que quasi sempre les seves intervencions foren fugaces com a ballarina. Entre aquests films recordem: La hija de Juan Simón, Los amores de un torero, Follow the Boys, Maria de la O, Los Tarantos, etc.
L'art de Carmen Amaya rebé el consens de la crítica mundial, coneixia a la perfecció tots els secrets del ball, i malgrat que la seva especialitat fos el ball flamenc –concretament el gitano- va saber estudiar el ball clàssic espanyol, al qual dotà d'una rauxa i un nervi inusitats, sense que això li fes perdre en classicisme. Quant al seu ball flamenc, s'ha de dir que fou la fidel continuadora d'aquelles altres ballarines quasi llegendàries que es digueren La Macarrona, Regla Ortega, Pastora Imperio, etc.

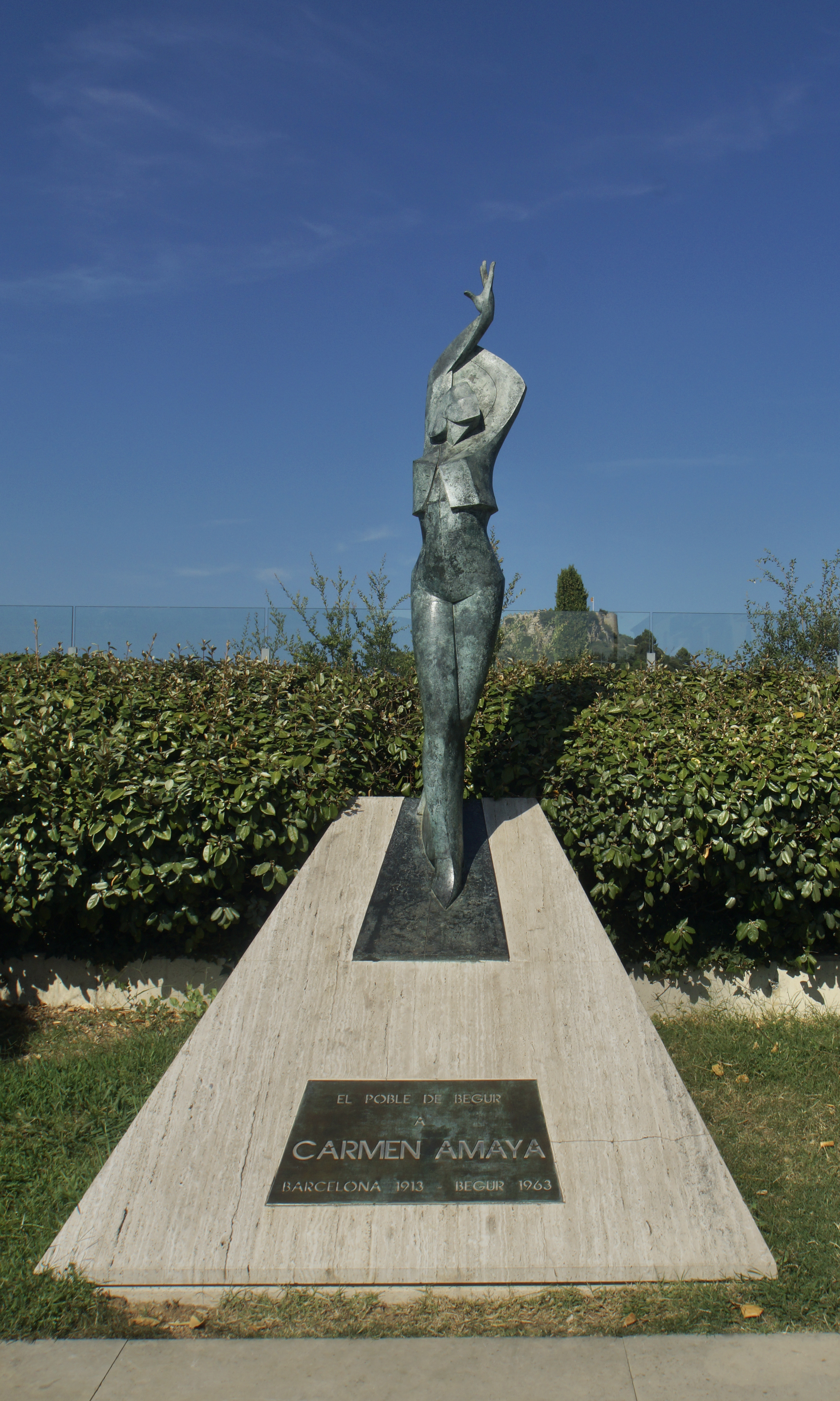
Monument a Begur

S'acompanyava perfectament d'un cant gitano de tràgics i impressionants accents i, posseïdora d'un depurat gust estètic, va saber envoltar-se de grans artistes i músics, amb el que els seus espectacles assoliren un elevadíssim nivell artístic. Tal vegada els anys passats a l'estranger van influir, com hem apuntat abans, en una lleu mistificació (tal en el muntatge del Bolero de Maurice Ravel i La boda de Luis Alonso). La seva mestria assolia graus altíssims en els seus famosos garrotin, bulerías, tanguillos i alegrias. Quant al ritme a què es movia, potser cap ballarina pogué aconseguir-lo. Era un ritme frenètic que, tanmateix, no perd la línia melòdica.
Era membre honoris causa de molts Conservatoris americans. I a Barcelona fou batejada amb el seu nom una font construïda en el Passeig Marítim, com a homenatge de l'Ajuntament de la ciutat d'on era nadiua. També se li van dedicar carrers i avingudes a l'Hospitalet de Llobregat, Barcelona, Ciudad Real i Begur, i dues estàtues: una als Jardins de Joan Brossa (antic Parc d'atraccions de Montjuïc) de Barcelona i una altra a Begur.
Va morir d'una malaltia renal el 19 de novembre de 1963 al seu dormitori del mas d'en Pinc, a Begur.

## Fons
El Centre de Documentació i Museu de les Arts Escèniques conserva diferents peces sobre la ballarina. El fons està format per fotografies, peces d'indumentària, dibuixos, etc. Es troba a l'Escena Digital del MAE.
El 1988 es va crear el Tablao de Carmen al Poble Espanyol, com a homenatge a Carmen Amaya, al mateix lloc on es va ballar per al rei d'Espanya, Alfonso XIII, durant la inauguració de l'Exposició Internacional de Barcelona de 1929. Tablao de Carmen mostra alguns dels seus llegats fotogràfics de Carmen Amaya. La guitarra del seu marit, Juan Antonio Agüero (de Santos Hernández, 1930), forma part del patrimoni de la família de Tablao de Carmen i es toca al Tablao en ocasions especials.

## Filmografia
- 1929 - La bodega
- 1934 - 2 mujeres y 1 Don Juan
- 1935 - La Hija de Juan Simón
- 1936 - Don Viudo de Rodríguez
- 1936 - María de la O
- 1939 - El Embrujo del Fandango
- 1941 - Original Gypsy dances
- 1942 - Aires de Andalucía
- 1942 - Panama Hattie
- 1944 - Knickerbocker Holiday (Pierna de Plata)
- 1944 - Follow The Boys (Sueños de Gloria)
- 1945 - Los Amores de un Torero
- 1945 - See My Lawyer (Entiéndase con mi abogado)
- 1953 - Quand te tues-tu?
- 1954 - Dringue, Castrito y la lámpara de Aladino
- 1958 - Música en la Noche
- 1963 - Los Tarantos
- 1975 - Canciones de Nuestra Vida
- 1988 - Gypsy Heart
- 2013 - L'últim ball de Carmen Amaya.[13] Una producció de TV3, Batabat i TVE dirigida per Judith Colell. Guió d'Alfred Pérez Fargas i Roger Danès. Interpretada per Nora Navas, Quim Lecina, Andrés Herrera i Marc Clotet.